# Магомедов, Омар Магомедович
Омар Магомедович Магомедов (1 марта 1997, Махачкала, Дагестан, Россия) — российский тхэквондист. Призёр чемпионата России.

## Спортивная карьера
В феврале 2018 одержал победу на открытом всероссийском турнире в Махачкале. В декабре 2018 года в Рязани завоевал бронзовую медаль чемпионата России. В сентябре 2019 года стал чемпионом СКФО в Нальчике.

## Достижения
- Чемпионат России по тхэквондо 2018 — ;